# Cesaltino Mendes Santos
Cesaltino Mendes Santos, hay Tino (sinh ngày 18 tháng 4 năm 1988) là một cầu thủ bóng đá người Cabo Verde player thi đấu cho Casa Pia.

## Sự nghiệp câu lạc bộ
Anh ra mắt chuyên nghiệp tại Giải bóng đá hạng nhất quốc gia Bồ Đào Nha cho Leixões vào ngày 8 tháng 1 năm 2017 trong trận đấu trước União da Madeira.